# O Português que nos pariu
O Português que nos pariu é uma obra da escritora e jornalista brasileira Ângela Dutra de Menezes que aborda a História de Portugal, do ponto de vista de uma brasileira, publicada em 2000 pela editora Relume Dumará. Atualmente o livro é publicado pela Editora Record.
O livro conta com mais de 60 mil exemplares vendidos.